# La Chapelle-Saint-Luc
La Chapelle-Saint-Luc – miejscowość i gmina we Francji, w regionie Grand Est, w departamencie Aube. Przez miejscowość przepływa Sekwana. 
Według danych na rok 1990 gminę zamieszkiwały 14 442 osoby, a gęstość zaludnienia wynosiła 1509 osób/km².